# Gunnar Nyström (språkvetare)
Bo Gunnar Nyström, född 7 juli 1939, död 30 juli 2021 i Uppsala, var en svensk språkvetare och forskningsarkivarie med fokus på svenska dialekter, i synnerhet dalmålen och älvdalska. 
Nyström växte upp i södra Östergötland, och närde genom sina föräldrar ett intresse för dialekter. Hans mor var från Falun, och han vistades således mycket i Älvdalen under uppväxten. Under gymnasiet hade han dessutom älvdalingen Bengt Åkerberg i tyska, vilket bidrog till hans intresse för just Älvdalen. Han kom senare att bo i Älvdalen under 1960-talet och dokumenterade där älvdalskan i olika delar av socknen. Han arbetade senare vid Dialekt- och folkminnesarkivet i Uppsala och var redaktör för bland annat Ordbok över Sveriges dialekter 1991–2000. Vid arkivet arbetade han även vid Ordbok över folkmålen i övre Dalarna som medarbetare vid alla fyra utgivna band.
Efter pensioneringen fortsatte han att arbeta med älvdalskan. Han skrev läromedel och annan litteratur om älvdalska, och var i det tysta inblandad i mycket av det som gavs ut på älvdalska under många år, bland annat mycket utgivet av språkföreningen Ulum dalska. För detta arbete fick han utmärkelsen Övdals-Byönn år 2019. Han var med och utvecklade läromedel till en kurs i älvdalska vid Uppsala universitet år 2005, och 2012 medverkade han i Bengt Åkerbergs stora Älvdalsk grammatik.
Gunnar Nyström är gravsatt på Berthåga kyrkogård i Uppsala.

## Publikationer
- Levander, Lars & Björklund, Stig (1961–2000). Ordbok över folkmålen i övre Dalarna. Uppsala: Dialekt- och folkminnesarkivet (medarbetare)
- Hedblom, Folke & Nyström, Gunnar (1966). Från Älvdalen i Mellanvästern. Dalarnas hembygdsbok. 1966, s. 97–106
- Nyström, Gunnar (1982). ”Om maskulina substantiv på -l i Älvdalsmålet.”, Svenska landsmål och svenskt folkliv 105: 52–77
- Nyström, Gunnar et al. (1991–2000). Ordbok över Sveriges dialekter Band 1 : Häfte 1–3
- Nyström, Gunnar (1995). ”Två fonemsammanfall i dalmål - och två ordstudier”, Svenska landsmål och svenskt folkliv 118: 227–237
- Nyström, Gunnar (2000). ”Språkhistorien och vår tids svenska dialekter. Nya rön om Älvdalsmålets fonologi och morfologi.” i Edlund, Lars-Erik (red.), Studier i svensk språk- historia 5. Förhandlingar vid Femte sammankomsten för svenska språkets historia. Umeå 20-22 november 1997. Umeå. s. 25–48.
- Nyström, Gunnar (2004). ”De språkliga kontrasternas landskap: gamla innovationer och nya fornfynd i dalmål.” i Östborn, Andreas (red.) Vår språkliga spännvidd. s. 5–14
- Åkerberg, Bengt & Nyström, Gunnar (2012), Älvdalsk grammatik, Mora: Ulum dalska
- Sapir, Yair & Nyström, Gunnar. (2015). Introduktion till älvdalska (2:a uppl.).
- Nyström, Gunnar & Sapir, Yair (2018). Ymsę um övdalskų: en introduktion till det älvdalska språket och dess struktur. Ulum Dalska

## Utmärkelser
- Övdals-Byönn (2019)